# Un roman sentimental
Un roman sentimental est un récit d'Alain Robbe-Grillet, publié en 2007 chez Fayard ; il a fait l'objet d'une controverse lors de sa parution quant à la notion de « licence artistique », car il décrit des actes de pédophilie, inceste, meurtres et autres actes de barbarie sur de très jeunes filles.

## Présentation par l'auteur
C'est par ces lignes que l'auteur présente son œuvre : « Le présent récit est une sorte de conte de fées pour adultes, ce qui lui permet d'outrepasser en maintes occasions les lois de la vraisemblance. Il est écrit cependant avec un grand souci de précision, qui peut ressembler au réalisme le plus méticuleux, outrepassant cette fois les lois de la bienséance. C'est d'autre chose qu'il s'agit, délibérément. Une autre bienséance et une autre vraisemblance... Malgré les tendres couleurs des chairs nues adolescentes, les contes de fées pour adultes n'ont pas leur place dans la Bibliothèque rose. »